# Wilson County (Kansas)
Wilson County je okres ve státě Kansas v USA. K roku 2010 zde žilo 9 409 obyvatel. Správním městem okresu je Fredonia. Celková rozloha okresu činí 1 489 km².